# Lestrade (azienda)
Lestrade, anche conosciuta con il nome Stéréoscopes Lestrade et cie, è stata una ditta francese attiva dagli anni cinquanta del XX secolo ad almeno il primo decennio del XXI secolo nel campo della stereoscopia, con la produzione di un sistema composto da visori stereoscopici e stereogrammi paralleli in diapositive montate su schede di carta (in francese cartes) e di altri prodotti non stereoscopici quali diapositive e proiettori.
Lestrade è stata una tra le maggiori e più importanti ditte francesi attive nel campo della stereoscopia durante il XX secolo, nonché leader del settore della stereoscopia europea assieme allo statunitense View-Master dall'inizio degli anni sessanta.

## Storia
Lestrade è stata fondata prima del 1954, data in cui viene distribuito un catalogo in formato A5 di 75 cartes, cioè stereogrammi su scheda di cartoncino montanti coppie di diapositive stereoscopiche parallele. Lestrade produrrà stereogrammi e stereoscopi a essi dedicati, per i decenni successivi, fino almeno agli anni duemiladieci secolo, finendo per incorporare ditte rivali produttrici di stereoscopi a schede come la Stéréofilms Bruguière nel 1974, ditta che aveva a sua volta incorporato la rivale Colorelief nel 1965.

## Visori
I Visori Lestrade vengono prodotti in Francia a partire dal 1954, prima in bachelite e successivamente in plastica. Ne vengono prodotti di diversi colori, i più comuni dei quali sono il rosso e il verde. I visori Lestrade sono di forma rettangolare compatta e generalmente sono più piccoli rispetto agli altri visori stereoscopici in commercio negli stessi anni, limitandosi allo spazio necessario a ospitare gli oculari.
Il primo tipo di stereoscopio prodotto da Lestrade è il Simplex, realizzato a partire dal 1954 in bachelite nera, di forma rettangolare, chiuso da bulloni e quindi apribile, e dotato da una leva centrale in metallo che permette di far scorrere le schede verticalmente dall'alto verso il basso. Nel 1958 Lestrade ne realizza una versione in plastica color panna e ancora nel 1968 e a metà degli anni settanta questo modello è ancora in produzione, con le medesime fattezze, in altri colori.
Lestrade mette in produzione anche una versione dotata di dispositivo di messa a fuoco di questo stereoscopio denominata Suprex, di colore bianco, con oculari di colore nero. La messa a fuoco si ottiene grazie a una rotella, posta al centro del visore, tra gli oculari, che può essere mossa da destra a sinistra e viceversa. L'avanzamento delle schede avviene invece grazie a una leva di plastica posta sul lato destro del visore. Una successiva versione del medesimo visore Suprex viene prodotta in seguito con alcune modifiche: la messa a fuoco avviene tramite una leva rossa centrale, mentre l'avanzamento delle schede avviene tramite una leva posta sul lato destro del fronte del visore.
Lestrade commercializza inoltre un visore pieghevole denominato S 2000 Questo apparecchio in plastica, ha la dimensione delle schede di carta Lestrade, che vengono alloggiate nell'apposito supporto di plastica nera a essere destinato, sul quale vengono fatte scorrere manualmente. Gli oculari sono invece formati da lenti fissate su un alloggiamento in plastica gialla pieghevole, che viene rialzato per poter visualizzare le diapositive stereoscopoche parallele. A dispetto della semplicità ed economicità del visore, questo offre un'ottima visione delle immagini limpida e chiara.

## Stereogrammi
Nel 1954 Lestrade offre un catalogo di 75 cartes, cioè schede di cartoncino montanti 10 coppie di diapositive stereoscopiche parallele di dimensione 14x12mm realizzate con pellicola Kodachrome. Le prime schede destinate ai primi visori Lestrade misurano 10x17,3cm, mentre quelle successive divengono più lunghe, arrivando a 10x19cm, ma conservando la medesima larghezza e quindi compatibilità con i precedenti formati.
I cataloghi di stereogrammi lestrade sono destinati ai giovani, presentano soggetti paesaggistici o destinati all'infanzia e non fanno menzione dei soggetti di nudo, prodotti invece da Lestrade in una serie denominata Etudes de Plastiques. La qualità delle diapositive è generalmente buona, offrendo una buona luminosità e profondità.
Le schede Lestrade riportano inizialmente come nome della ditta produttrice Stéréoscopes Lestrade, successivamente, dal 1967, il nome diverrà Sodilest S.A. (che sta per Société de Diffusione Lestrade), poi, negli anni novanta, semplicemente Lestrade, riportando l'indirizzo 10 Ave des Acacias, 65500 Vic-en-Bigorre. Negli anni duemila le carte portano ancora il nome e il logo Lestrade, ma come produttore la ditta MSM, sempre con sede a Vic-en-Bigorre

## Altri prodotti
Unitamente al suo sistema stereoscopico composto da visori e cartes, Lestrade offre anche altri prodotti non stereoscopici, come diapositive monoscopiche e proiettori a esse dedicati. Nel 1973 viene prodotto un proiettore monoscopico per le schede stereoscopiche Lestrade denominato Projex, venduto anche in un kit destinato ai bambini assieme a uno schermo per la proiezione delle immagini denominato Cineramondex. Un altro apparecchio commercializzato dalla Lestrade per la visione di diapositive standard 35mm è il Diaporex.